# Hubert Giertz
Hubert Giertz (* 28. April 1884 in Breitscheid; † 6. Januar 1966 in Köln) war Priester und Offizial im Erzbistum Köln.
Am 6. März 1909 in Köln zum Priester geweiht, übernahm er ab dem 13. April 1909 eine Kaplansstelle an St. Engelbert in Essen und ab 8. März 1912 eine solche an St. Johann Baptist in Barmen. Seit dem 9. Mai 1921 Assistent am Generalvikariat des Erzbistums Köln, wurde er am 1. April 1924 ebendort Sekretär. Seit dem 6. Juni 1928 als stellvertretender Promotor iustitiae tätig, erlangte er am 19. November 1931 die Stellung eines Defensor matrimonii und schließlich am 14. Oktober 1932 die Ernennung zum Untersuchungsrichter für Ehesachen am Erzbischöflichen Offizialat.
Zwischenzeitlich am 15. Oktober 1932 zum Geistlichen Rat ad honores erhoben, wurde er am 18. Oktober 1932 zum Prosynodalexaminator und am 11. Dezember 1933 zum Vizeoffizial. Seit dem 29. April 1937 als Synodalexaminator tätig, wurde er am 4. Juli 1941 zudem Klosterkommissar der Ursulinen in Hersel.
Am 21. September 1941 mit dem Titel eines Päpstlichen Hausprälaten ausgezeichnet, übernahm er zu seinen übrigen Tätigkeiten am 25. September 1943 das Amt eines Spirituals der Cellitinnen von der Antonsgasse (heute Gleueler Straße), wurde am 28. Mai 1943 zum Domkapitular ernannt, am 1. Oktober 1943 zum wirklichen Geistlichen Rat berufen und am 7. Dezember 1943 von Erzbischof Joseph Frings zum Offizial des Erzbistums Köln ernannt.
Nachdem er zudem am 8. Oktober 1945 das Amt des Vorsitzenden des Diözesan-Bonifatius-Vereins und am 11. August 1947 das Amt eines Prosynodalexaminatoren übernommen hatte, wurde Giertz am 2. September 1948 als Offizial entpflichtet, 1954 allerdings erneut als Synodalexaminator bestätigt.